# 武漢市人民政府
武漢市人民政府（ぶかんしじんみんせいふ、中国語:武汉市人民政府、英語:Wuhan Municipal People’s Government）は、中華人民共和国湖北省の省都である武漢市の行政機関（役所）。長は武漢市人民政府市長。

## 組織
2018年時点の武漢市人民政府の組織体制は下記通り。カッコ内は中国語表記（太字は略称）。
- 弁公庁（1）
  - 市政府弁公庁（市政府办公厅）
- 直属特設機構（10）
  - 発展と改革委員会（发展和改革委员会）
  - 経済と情報化委員会（经济和信息化委员会）
  - 民族宗教委員会（民族宗教委员会）
  - 都市と農村建設委員会（城乡建设委员会）
  - 都市管理委員会（城市管理委员会）
  - 交通運輸委員会（交通运输委员会）
  - 農業委員会（农业委员会）
  - 衛生と計画出産委員会（卫生和计划生育委员会）
  - 国有資産監督管理委員会（国有资产监督管理委员会）
  - 観光発展委員会（旅游发展委员会）
- 局（22）
  - 教育局（教育局）
  - 科学技術局（科学技术局）
  - 公安局（公安局）
  - 民政局（民政局）
  - 司法局（司法局）
  - 財政局（财政局）
  - 人力資源と社会保障局（人力资源和社会保障局）
  - 国土資源と都市計画局（国土资源和规划局）
  - 環境保護局（环境保护局）
  - 水務局（水务局）
  - 商務局（商务局）
  - 文化局（文化局）
  - 会計検査局（审计局）
  - 食品薬品監督管理局（食品药品监督管理局）
  - 住宅保障と房屋管理局（住房保障和房屋管理局）
  - 工商行政管理局（工商行政管理局）
  - 品質技術監督局（质量技术监督局）
  - 安全生産監督管理局（安全生产监督管理局）
  - 档案局（档案局）
  - 体育局（体育局）
  - 統計局（统计局）
  - 園林と林業局（园林和林业局）
- 弁公室（4）
  - 人民防空弁公室（人民防空办公室）
  - 法制弁公室（法制办公室）
  - 政務サービスセンター管理弁公室（政务服务中心管理办公室）
  - 外事弁公室（外事办公室）